# Geotrygon carrikeri
Geotrygon carrikeri é uma espécie de ave da família Columbidae.
É endémica do México.
Os seus habitats naturais são florestas subtropicais ou tropicais húmidas de baixa altitude e regiões subtropicais ou tropicais húmidas de alta altitude.
Está ameaçada por perda de habitat.